# Шадов, Мурат Валерьевич
Мурат Валерьевич Шадов (род. 5 марта 1986) — российский дзюдоист, чемпион и серебряный призёр чемпионатов России, мастер спорта России. Выступает в полусредней весовой категории (до 81 кг). В 2007 году стал бронзовым призёром чемпионата России среди молодёжи, а на следующий год — серебряным призёром чемпионата России среди взрослых. В 2009 году стал чемпионом страны среди взрослых, завоевал бронзу этапа Кубка мира в Варшаве и стал серебряным призёром командного чемпионата Европы в Мишкольце.

## Спортивные результаты
- Этап Кубка мира по дзюдо 2006 года, Баку — 5 место;
- Чемпионат России среди молодёжи 2007 года — ;
- Чемпионат России по дзюдо 2008 года — ;
- Чемпионат России по дзюдо 2009 года — ;
- Этап Кубка мира по дзюдо 2009 года, Варшава — ;
- PJC World Cup Miami, 2010 год — 5 место;